# DXRacer

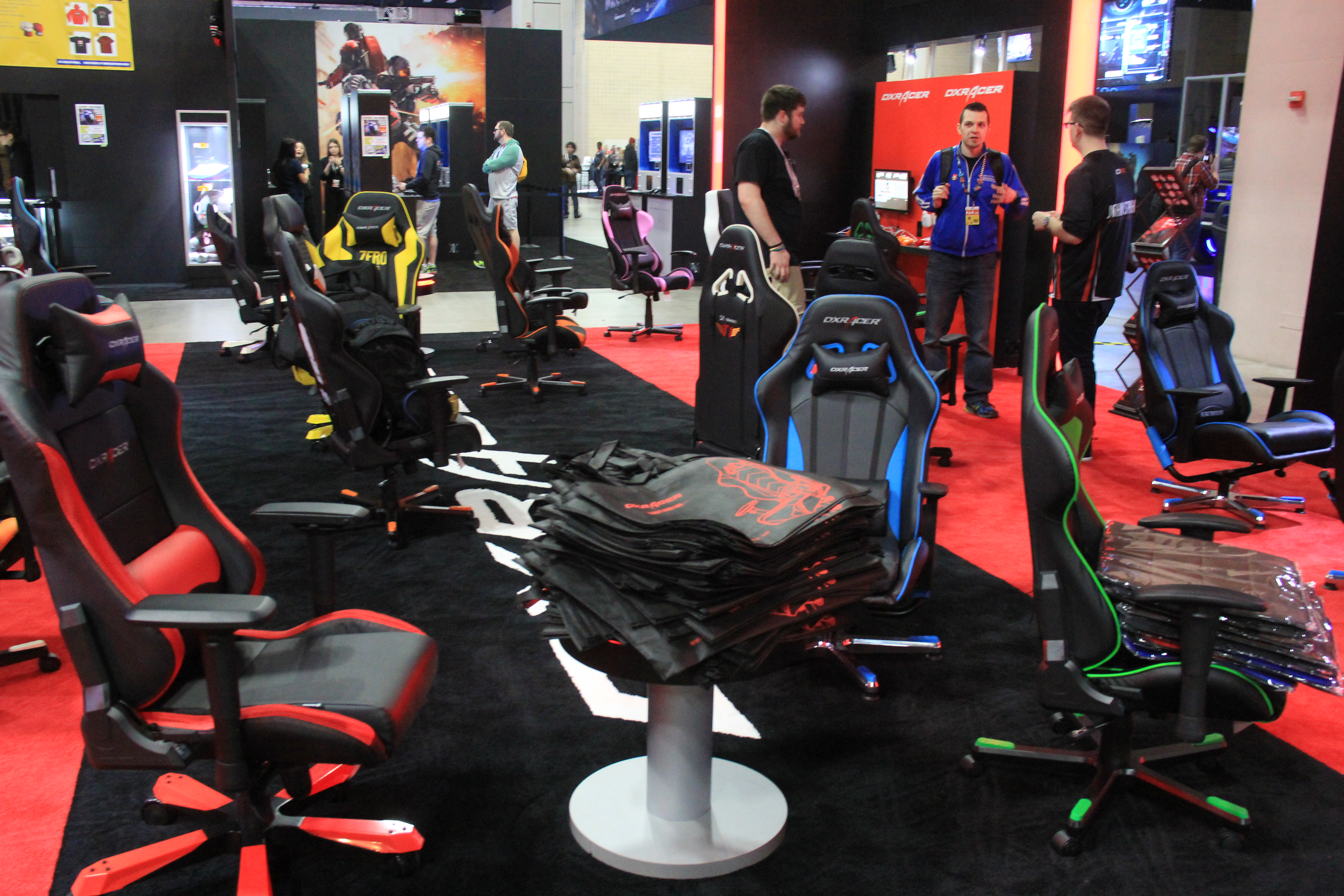
Några gamingstolar från DXRacer.

DXRacer är ett amerikanskt företag som säljer gamingstolar, bord och tillbehör till privatpersoner och företag via webbshop och i butiker över hela världen. Verksamheten startades år 2001 Huvudkontoret ligger i Michigan. DXRacer anses inom esporten vara "originalmärket" när det gäller gamingstolar.
Företaget bakom DXRacer grundades 2001 som en tillverkare av förstklassiga racingstolar med ett fokus på hög kvalité. Efter år av innovation och investeringar i forskning och utveckling utvidgades 2006 produktutbudet till att omfatta datorstolar och gamingstolar och varumärket DXRacer introducerade den nya produktkategorin till Esportscenen. 
DXRacers huvudkontor ligger i Michigan, USA.